# BX Swiss
BX Swiss (umgangssprachlich "Berner Börse", abgekürzt: BX) ist eine Börse in Zürich, die von der BX Swiss AG (früher; Berner Börsenverein) betrieben wird und dem Schweizer Finanzmarktinfrastrukturgesetz untersteht.  

## Geschichte
Die Berne Exchange ging aus der Berner Bankvereinigung hervor, welche am 28. Januar 1880 von neun Banken und 14 Privatfirmen gegründet wurde. Am 10. November 1884 wurde der Berner Börsenverein gegründet. Bis zum Ersten Weltkrieg war die Entwicklung der Börse sehr bescheiden, zwischen 1911 und 1913 wurden jährlich 1100 Schlüsse getätigt.
Von 1961 bis 1991 wurde der Ringhandel à la criée im Untergeschoss der Aarbergergasse 30 in Bern betrieben. Wegen mangelnder Volumen wurde 1991 auf den Telefonhandel umgestellt.
Im Gegensatz zu den Börsen von Zürich, Basel und Genf hat die Berner Börse nicht an der Fusion von 1995 zur SIX Swiss Exchange teilgenommen.
BX war bis 2014 ein privater Verein nach schweizerischem Recht, bei dem alle grösseren Banken von Bern Mitglied sind. Im Zusammenhang mit der Umwandlung in eine AG wurde auch der Verwaltungsrat verstärkt. Die bisherigen Mitglieder Peter L. Heller, Brian Sparks und Claudio Studer wurden für eine Amtszeit von drei Jahren bestätigt. Damals wurden neu Raffaele Agnetti, UBS, und Peter Kilchenmann, Credit Suisse, in das Gremium gewählt. 2016 wurde der Umzug der Börse nach Zürich bekannt gegeben.
Während das operative Geschäft in Zürich betrieben wird, ist der juristische Sitz der BX Swiss AG nach wie vor in Bern. Ende 2017 wurde der Verkauf der BX Swiss an die Börse Stuttgart bekannt gegeben und die Wiederbewilligung der BX als vollregulierte Börse durch die FINMA bestätigt. Die Übernahme wurde im 2018 abgeschlossen. Seither ist die BX Swiss eine 100-%-Tochter der Börse Stuttgart GmbH. Lucas Bruggeman ist nach Stationen bei der ABN AMRO Bank, der Liechtensteinische Landesbank und dem Schweizer Fintech Startup Sentifi seit Februar 2020 CEO der BX Swiss.

## Rechtsgrundlagen
Die BX Swiss ist der Aufsicht der Eidgenössischen Finanzmarktaufsicht (FINMA) unterstellt und ist als Schweizer Börse im Wesentlichen durch das schweizerische  Finanzmarktinfrastrukturgesetz (FinfraG) reguliert.
Darüber hinaus sind für die Kotierung an der BX Swiss die Einhaltung einer Reihe reglementarischer Pflichten Voraussetzung. Diese sind im «Kotierungsreglement über die Zulassung von Effekten an der BX» festgelegt. Zu den Voraussetzungen zählen unter anderem Mindestkapital, Veröffentlichung von geprüften Jahresabschlüssen nach den geltenden Rechnungslegungsvorschriften sowie von Halbjahresberichten, Offenlegung von Beteiligungen und ein Streubesitz-Minimum von 15 Prozent. Die Handelsbestimmungen der BX Swiss, welche verschiedene Weisungen und Zusatzerlasse beinhalten, sind im «Handelsreglement» festgelegt.

## Kotierte Unternehmen
Die BX Swiss unterhält verschiedene börsliche Segmente. Im Aktienbereich richtet sie sich in erster Linie an Schweizer KMUs, bei denen eine Kotierung an der SIX Swiss Exchange ein Schritt zu gross oder zu teuer wäre. Derzeit sind 20 Unternehmen im Segment Swisscaps gelistet. Darüber hinaus bietet die BX eine breite Auswahl an zum Handel zugelassenen Aktien (über 3.600 Instrumente) und ETFs (über 100 börsennotierte und 500 zum Handel zugelassene Instrumente). Darüber hinaus hat BX Swiss 2018 ein neues Segment für Actively Managed Certificates (AMC) geschaffen und hat für Anfang 2019 ihr neues Segment deriBX für strukturierte Produkte und Warrants bekannt gegeben.
An der BX Swiss kotierte Unternehmen sind unter anderem:
- Acron Helvetia I Immobilien AG
- Admicasa Holding Ltd.
- AP Alternative Portfolio AG
- Athris AG
- ESGTI AG
- Haute Capital Partners
- Kursaal Bern AG
- Matador Secondary Private Equity AG
- Patrimonium Urban Opportunity AG
- Promaxima Immobilien AG
- Q Capital AG
- RealUnit Schweiz AG
- Sandpiper Digital AG
- SEG Suisse Estate Group SA (N)
- SenioResidenz AG
- Swiss Estates AG (N)
- The Swatch Group AG (I)
- The Swatch Group AG (N)
- ULTIMA CAPITAL SA
- Wockhardt Bio AG